# 東頸バス
東頸バス株式会社（とうけいバス）は、新潟県上越市浦川原区に本社を置く、第三セクターのバス事業者である。
頸城自動車および沿線6自治体の出資により1996年（平成8年）に設立。頸城自動車の一部路線を廃止代替バス（貸切免許）として引き継ぎ、浦川原区を中心に運営している。

## 拠点
- 本社営業所

新潟県上越市浦川原区顕聖寺195-8

## 沿革
- 1996年（平成8年）
  - 7月 - 第三セクター設立準備会で名称が「東頸バス」に決定[2]。
  - 10月1日 - 頸城自動車より浦川原出張所を分離し、設立。
- 1997年ごろ? - 頸城小型バスの一部路線を継承。
- 2000年（平成12年）3月 - 山平線を廃止[3][4]。
- 2002年（平成14年）10月 - 松之山町営バスの本格運行や北越急行ほくほく線開業の影響を考慮し、路線再編。松之山・津南線などを廃止[5][6]。

## 車両

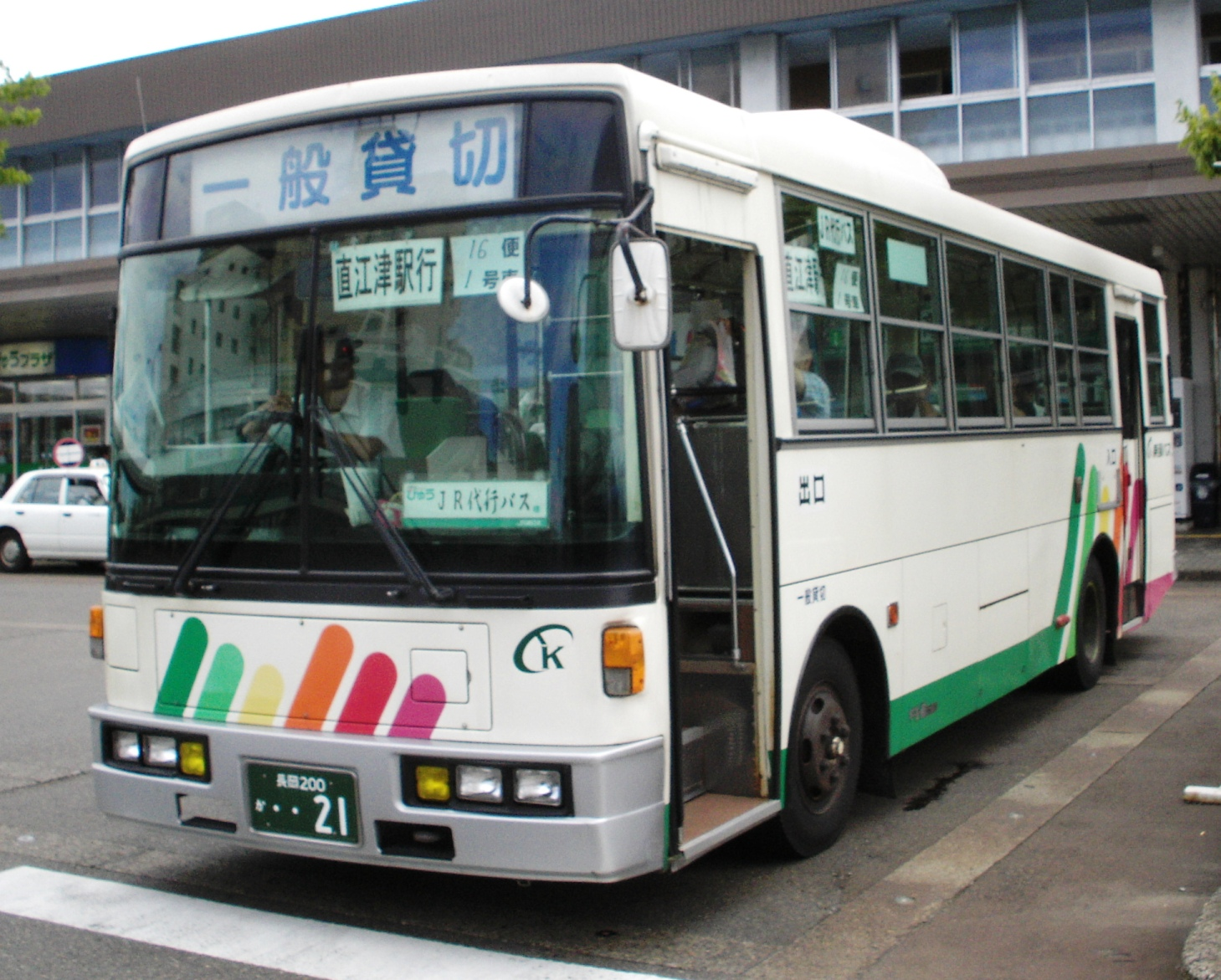
列車代行バスでの運用（柏崎駅にて）

- 発足当初の車両数は、乗合代替13両、貸切専用1両の計14両[7]。
- いすゞ自動車と三菱ふそうがほとんどである。
- 近年は利用状況に合わせて、小型バス（トヨタ・ハイエース等）の運用も進んでいる。

## 運行路線

### 廃止代替バス路線
浦川原地区
2008年時点では浦川原区・安塚区・大島区で多くの廃止代替バス路線を運行していたが、2009年頃に再編が行われ、幹線バス（東頸バスが運行）と支線バス（市が運行）に整理された。
2021年4月時点では幹線路線バス2路線（60 安塚線、61 太平線）と、地域内を運行する支線のデマンドバス（62～65。2013年頃から運行開始）を運行しており、支線の市営バス（大島1・2）、乗合タクシー（92 - 95。2021年3月に安塚区の市営バスを廃止して運行開始）がこれらを補完している。
60　安塚線
- 保健センター前 - 安塚高校前 - 虫川大杉駅前 - 浦川原バスターミナル - うらがわら駅前
  - 日曜・祝日および8月15日、16日、12月29日～1月3日は全便運休。

61　大平線
- 浦川原小学校前 - 浦川原バスターミナル - 虫川大杉駅前 - 宝台寺 - 小谷島 - 大島コミュニティプラザ前
  - 土曜・日曜・祝日および8月15日、16日、12月29日～1月3日は全便運休。

十日町地区
2021年4月時点では以下の2路線が運行されている。
十日町線
- 松之山温泉 - 松之山診療所前 - 堺松 - 池尻 - 松代支所前 - まつだい駅前 - 犬伏 - 名ケ山 - 浅河原 - 十日町病院前 - 十日町駅前

浦田線
- まつだい駅 - 松代病院入口 - 松代支所前 - 池尻 - 旧奴奈川小学校前 - 大宮 - 豊田